# 安国寺 (咸阳)
安国寺为位于中国陕西省咸阳市渭城区仪凤东街、凤凰台东北侧的一座佛寺，一说创建于唐代，一说创建于明代，明万历时重修，民国后曾作为老幼残废教养院、公共图书馆等，部分殿宇被拆毁用以建设周陵中学礼堂，现状为2005年重建。建筑由大门、菩萨殿、关帝殿、城隍殿（原咸阳城隍庙被拆毁时移入）、圣母行宫和行政公署旧址等组成。其中行政公署旧址为1949年前中国共产党在咸阳地区的秘密基地之一，1949年后为咸阳行政公署，其南侧有康熙帝亲笔御书并赐予王化行的“深沉节制”石匾。